# Beresjiet (maanlander)
Beresjiet (Hebreeuws: בראשית, Engels: Beresheet) was 's werelds eerste met private middelen ontwikkelde maanlander. Het voertuig werd ontwikkeld door het Israëlische bedrijf SpaceIL en gebouwd door Israel Aerospace Industries. De naam Beresjiet is de Hebreeuwse naam voor het bijbelboek Genesis en betekent In het begin. Tot eind 2018 stond de maanlander bekend onder de werknaam Sparrow. Beresjiet werd op 22 februari 2019 om 1:45 UTC met een Falcon 9-raket gelanceerd vanaf Lanceercomplex 40 van het Cape Canaveral Air Force Station samen met de Indonesische communicatiesatelliet Nusantara Satu PSN-6 en een Amerikaanse experimentele militaire satelliet die de banen van alle satellieten die om de Aarde draaien in de gaten houdt. SpaceIL is de eerste van de deelnemers van de voormalige Google Lunar X Prize die tot een lancering komt. Op 11 april 2019 mislukte de landing. Israël is daarmee het zesde land ooit dat een voorwerp naar het Maanoppervlak stuurde en zou bij slagen het vierde land geworden zijn dat een zachte maanlanding had uitgevoerd. 
Beresjiet 1 was een van de vier maanlanders die gepland stond om in 2019 op de Maan te landen. In januari landde de Chinese Chang'e 4 met succes op de achterkant van de Maan. De Indiase lander Vikram van de missie Chandrayaan-2 werd in 2019 gelanceerd (vlak voor de landing viel de communicatie met die lander uit). Ook het Amerikaanse commerciële Moon Express, dat eveneens aan de Google Lunar X Prize deelnam, hoopte een lander op de maan te zetten maar heeft anno juni 2020 nog geen maansonde gelanceerd.

## Missie
Om bij de Maan te komen is het ruimtevaartuig van 1 bij 2,3 meter in een sterk excentrische ellipsbaan om de aarde gebracht (vergelijkbaar met een geostationaire overgangsbaan) die in de 40 dagen na de lancering steeds verder werd uitgerekt tot deze de baan van de maan kruiste. Toen Beresjiet langs de Maan vloog remde deze af waardoor hij in een excentrische baan om de Maan geraakte. Daarna werd de baan kleiner en circulair gemaakt door de remraketten enkele malen tijdens het pericynthion (nabijste punt bij de Maan) te activeren. 53 dagen na de lancering moest Beresjiet dan naar de Maan afdalen. De raketmotoren zouden Beresjiet afremmen en naar de juiste positie brengen. Vijf meter boven de landingsplaats had Beresjiet de motoren uit zullen schakelen om in vrije val op de maan te landen. Dit type vluchtprofiel kost veel minder energie dan een rechtstreekse vlucht naar de Maan in drie dagen. Hierdoor kon Beresjiet als secondaire vracht mee aan boord van een SpaceX Falcon 9 wat een stuk goedkoper is.
In de nacht van 25 op 26 februari 2019 (Israëlische tijd) werd de voorbereiding van een manoeuvre voortijdig door de boordcomputer afgebroken. De oorzaak werd onderzocht. Op 28 februari werd de manoeuvre met aangepaste parameters (i.v.m andere positie dan in originele plan) alsnog gemaakt.
Op 19 maart werd de laatste baanvergrotende manoeuvre gemaakt waarmee het apogeum op 420.000 kilometer van de Aarde is komen te liggen. Deze baan doorkruist de omloopbaan van de Maan. Op 4 april werd Beresjiet door de zwaartekracht van de Maan gevangen en geraakte de sonde in een baan om de Maan.
Op 11 april 2019 werden de landingsmanoeuvres gestart, maar door het uitvallen van de hoofdmotor en het uitvallen van de communicatie mislukte dit en stortte de lander neer op de maan.

## Afmetingen en techniek
Het ruimtevaartuig mat 2 bij 1,5 meter en had een startmassa van 585 kg, waarvan ongeveer 435 kg hypergolische brandstof voor de raketmotoren. De gebruikte brandstof was hydrazine en de oxidator is distikstoftetraoxide. De hoofdmotor was in staat een stuwkracht van 445 newton te leveren. Beresjiet beschikte over acht standregelraketten. De vier landingspoten klapten kort na het ontkoppelen van de draagraket al uit.

## Opvolgers
Op 13 april 2019 kondigde SpaceIL de bouw van Beresjiet 2.0 aan. Met die maanlander wilden ze hun missie alsnog voltooien. Op 25 juni 2019 werd gemeld dat de plannen waren veranderd en Beresjiet 2.0 geen maanlander zou zijn. SpaceIL tekende daarna een contract met Firefly Aerospace over het gebruik van de techniek van Beresjiet voor hun eigen lander die de naam Genesis zou dragen, maar nadien werd omgevormd tot Blue Ghost. In november 2021 werd duidelijk dat Beresjiet 2 toch een maanlander zal zijn; zelf twee stuks. Een Orbiter brengt de beide landers in een baan om de Maan. Deze landers zullen kleiner zijn dan Beresjiet 1

## Trivia
- De tweede trap van de Falcon 9-raket die Beresjiet lanceerde keerde op 3 januari 2021 destructief terug in de atmosfeer.[12]